# Marcellin Auzolle
Marcelin Auzolle, né le 3 novembre 1862 à Paris, où il est mort le 1er octobre 1942, est un peintre et affichiste français.

## Biographie
Marcelin Étienne Louis Auzolle est le fils de Marie Stéphanie Désirée Gillet et de Étienne Louis Auzolle. 
Sous le nom de Marcel Auzolle, il expose au Salon des artistes français en 1887, un portrait peint. Il est dit élève d'Eugène Quignolot (1847-1921), sans doute durant ses cours du soir assez réputés.
Il épouse Jeanne-Henriette L'Hermitte, dont une fille prénommée Marcelle, qui épouse en juillet 1925, l'avocat Roger Billard. Il meurt à son domicile parisien, au 29 rue des Vinaigriers.

## Œuvre
Auzolle est principalement connu pour près d'une cinquantaine d'affiches conçues entre 1890 et les années 1930.
Son affiche Cinématographe Lumière (1896) semble la première du genre concernant un film projeté en salle.

### Affiches lithographiées
- Pneumatique Stella, Imprimerie Hérold[6], 1890.
- Gant Éponge Sans Couture. Commodité. Hygiène, vers 1890-1900.
- Inconnue. Liqueur de haut-goût, 1895.
- Cinématographe Lumière, Imprimerie Pichot[7], 1896.
- Banuyls-Trilles Quinquina, vers 1900.
- Nippon poudre & cigarettes anti-asthmatiques, vers 1900.
- Poterie acier incassable. Marque Semoy, vers 1900.
- Amandines de Provence, 1900.
- Raynal & Roquelaure conserves, vers 1900.
- Bailly Super Absinthe, 1901.
- Demandez la Fine Bretagne - Théophile Guillon - Nantes, 1902.
- Sécurité absolue grâce à l’anti-dérapant Durandal, vers 1903.
- Auto Barré Niort, Imprimerie Dupuy & fils, 1903.
- Fine champagne... B. Léon Croizet Saint-Même-Cognac. 1er cru classé, Imprimerie Palyart & Fils, 1900-1910.
- Le futur monument de la paix. Absinthe Rivoire, Établissements Vercasson, 1905.
- Tous sont d'accord pour acclamer les cycles Saving, 1905.
- L'Entente cordiale... À Paris-Tailleur. 3 rue du Louvre, Établissements Vercasson, 1906.
- Fenouillet. Liqueur digestive. A. Jassaud - La Crau d'Hyères, Établissements Vercasson, 1907.
- Sunlight, savon sans rival, Établissements Vercasson, 1907.
- Chocolat Inimitable Duroyon & Ramette Cambrai, vers 1910.
- Pâtes Albertiny & Cie. Exigez partout la marque, Via-Décor, 1910-1920.
- Au Bon Marché. Maison A. Boucicaut. Paris. Jouets. Étrennes, Établissements Vercasson, 1911.
- Aérodrome de Pont-Levoy, Loir-et-Cher. Ateliers mécaniques de construction d'appareils et pièces détachées pour l'aviation, Vendel & Cie, 1912.
- Champagne Vicomte F. de Castellane, Epernay, Via-Décor, 1912.
- Fca de galzados. Fco Chico Ganga. Sevilla, Via-Décor, 1912.
- Kinamer, l'apéritif pour tous,  Vendel & Cie, 1912.
- La Mutualité universelle, société française de prévoyance et d'assurances mutuelles sur la vie, Via-Décor, 1912.
- Réglisse Florent, Établissements Vercasson, 1912.
- Gerçuria, 1915.
- La Goutte picarde des canons, des munitions, un litre de pinard, Établissements Vercasson, 1916.
- Pourquoi de la toile cirée ? Le cuir vernis René Costil, vers 1920.
- Sassi Détacheur Ininflammable, vers 1920.
- Couzan Source Brault, eau minérale, vers 1920.
- Les Eco, pour vous servir mieux et meilleur marché, vers 1920.
- Maïzena poids et santé, 1923.
- La Cressonnée [apéritif anisé], Impr. Maus, Delhalle & Urban, 1924.
- Crème de gruyère Graf, Établissements Vercasson, 1925.
- Pierjac. Son Orangeade - Sa Citronnade, 1925.
- Farine lactée Salvy pour les tous petits, 1925.
- Ne te gêne pas, l'étoffe est solide. C'est du M. Brousson & C. Lafond, Établissements Vercasson, 1925.
- Porto Gilbey, 1926.
- Brasserie Greff, Bière Divette, Établissements Vercasson, 1929.
- Mil neuf cent trente-deux... Ville de Maubeuge, grand cortège Jean Mabuse, Fête annuelle, Deruysen, 1932.
- Bière St. Nicolas de Port, Établissements Vercasson, 1933.
- La "Radiolette", brûle tout l'hiver...
- Desserts Daranatz Frères Bayonne
- Sougland Aisne Cuisine Chauffage
- Kola Michel, tonique des familles au vin de Monbazillac.
- Bullier-Nouveau, Bal... Music-Hall
- Moteur Romain Delaugère & Cie
- De Française Verft Alle Stoffen
- Anis Combier, EDIA
- Pneu Vélo Bergougnan
- La Potasse est la fortune de l'agriculteur
- Bière Danaïde le Pain Liquide
- Brasserie Gangloff de Besançon : Enfant dans une choppe de bière vers 1930.

### Illustrations d'ouvrages
- Louis Mila, Les écoles d’agriculture de France, Société des agriculteurs de France, 1936.
- Nathaniel Hawthorne, Les Contes prodigieux. La Toison d'Or, trad. de Henry Borjane, Paris, SPES - Éditions de l'Écureuil, 1939.

Affiches de Marcellin Auzolle
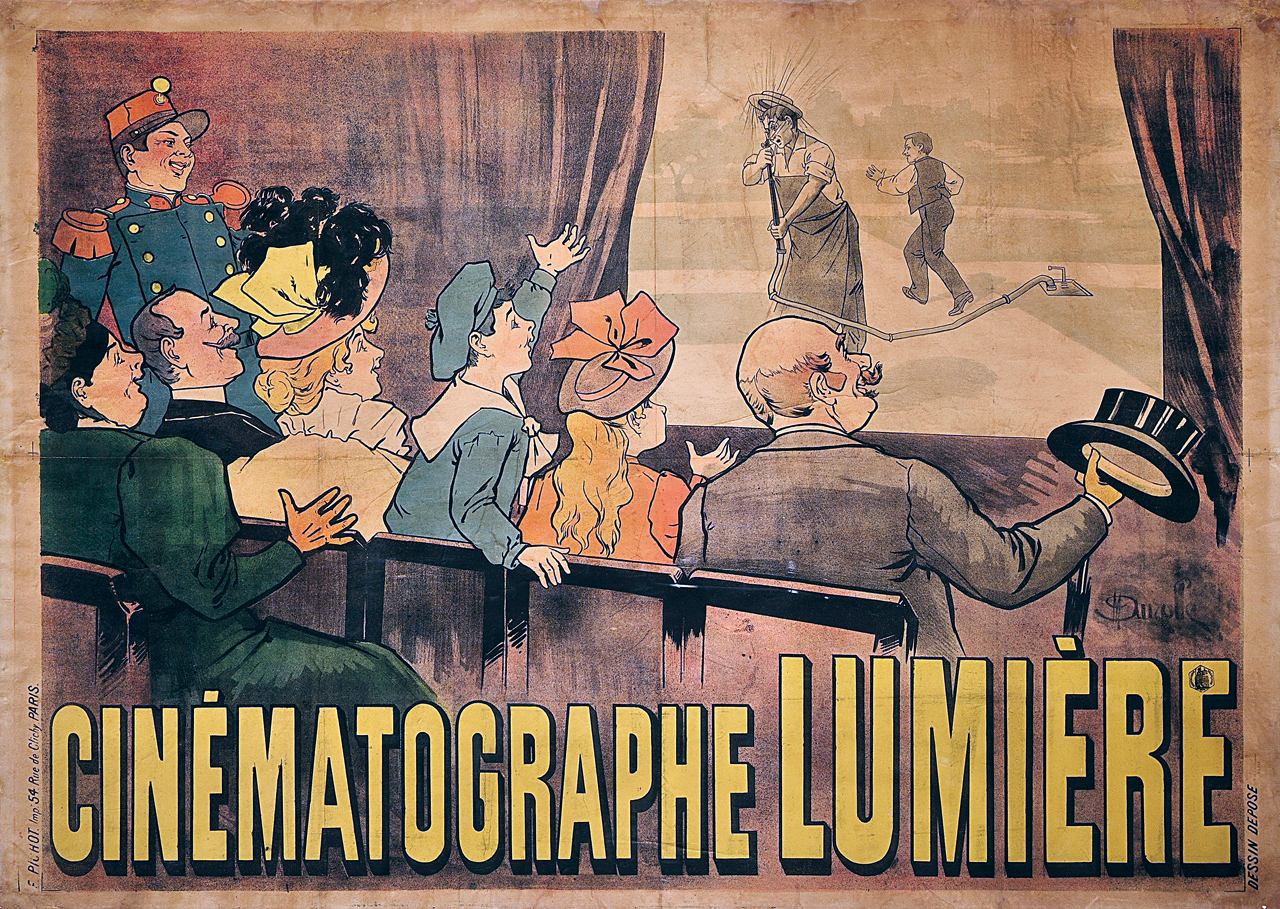
Cinématographe Lumière (1896).
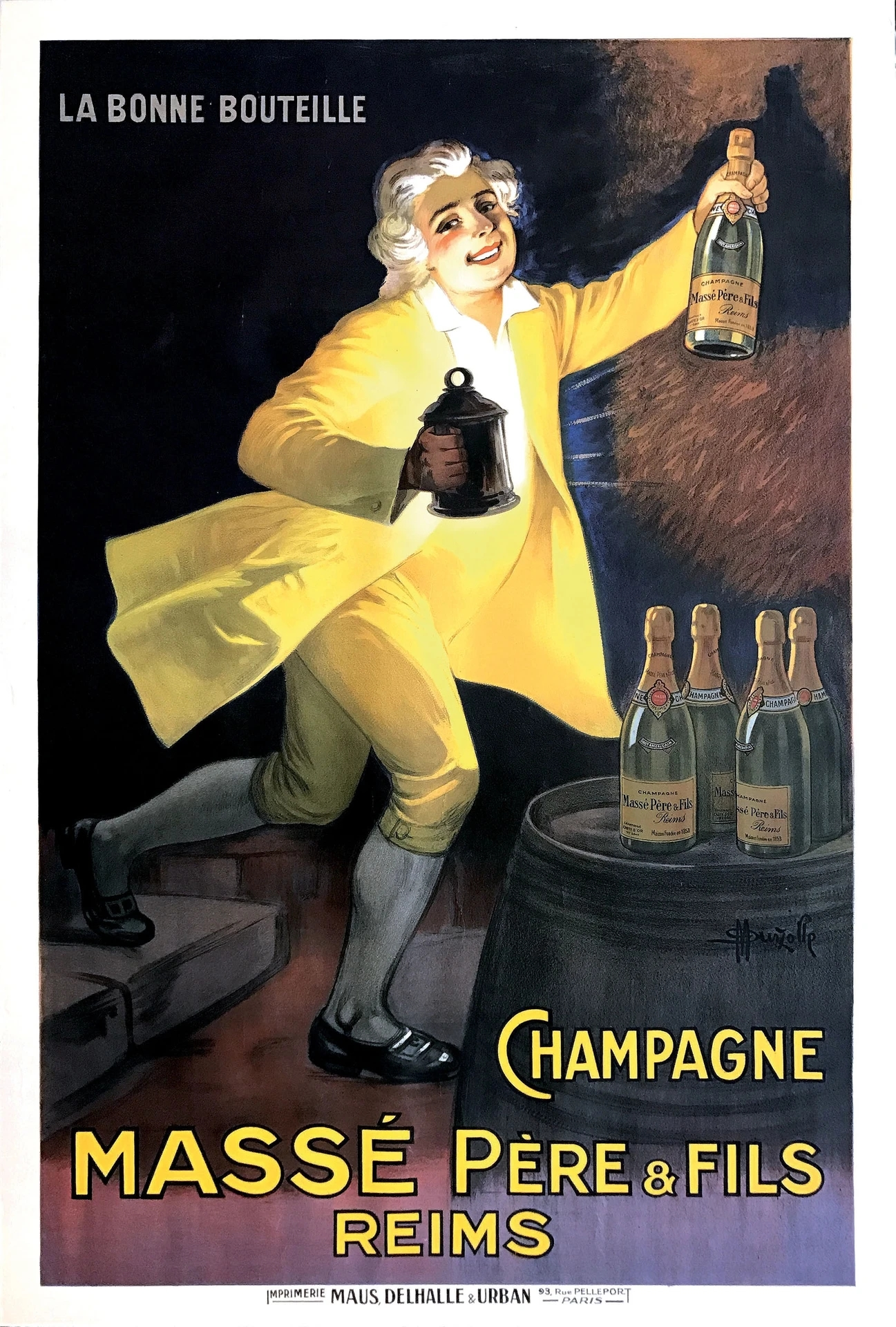
Champagne Massé (1910).
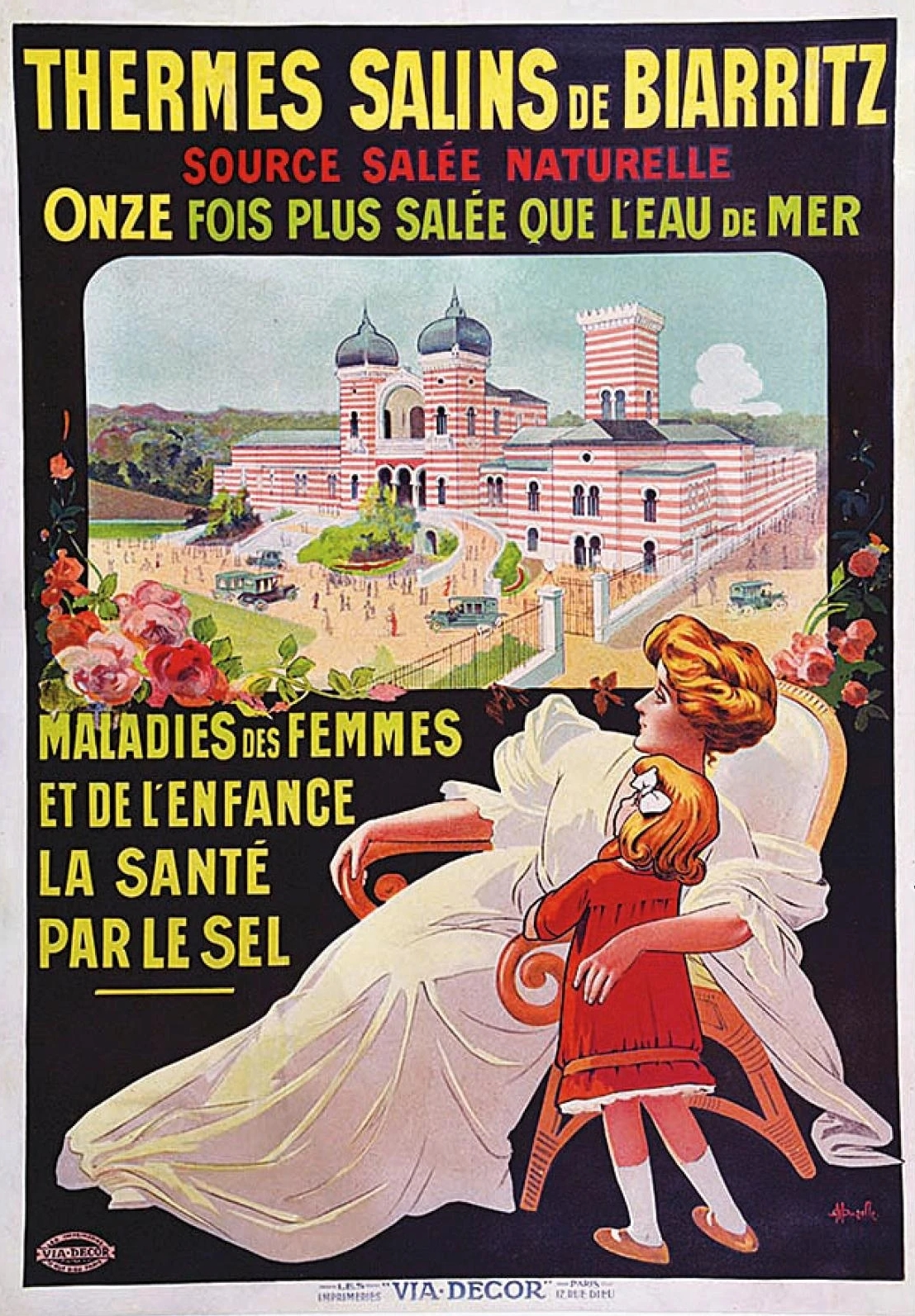
Thermes Salins de Biarritz (1910).
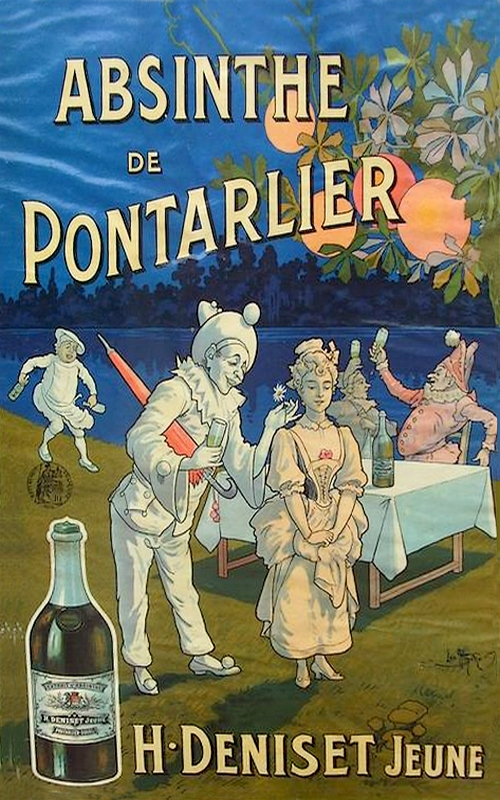
Absinthe de Pontarlier (avant 1915).
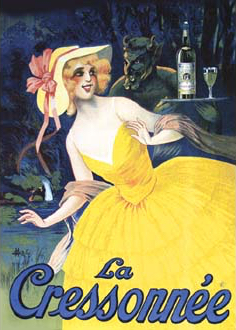
La Cressonnée (1924).
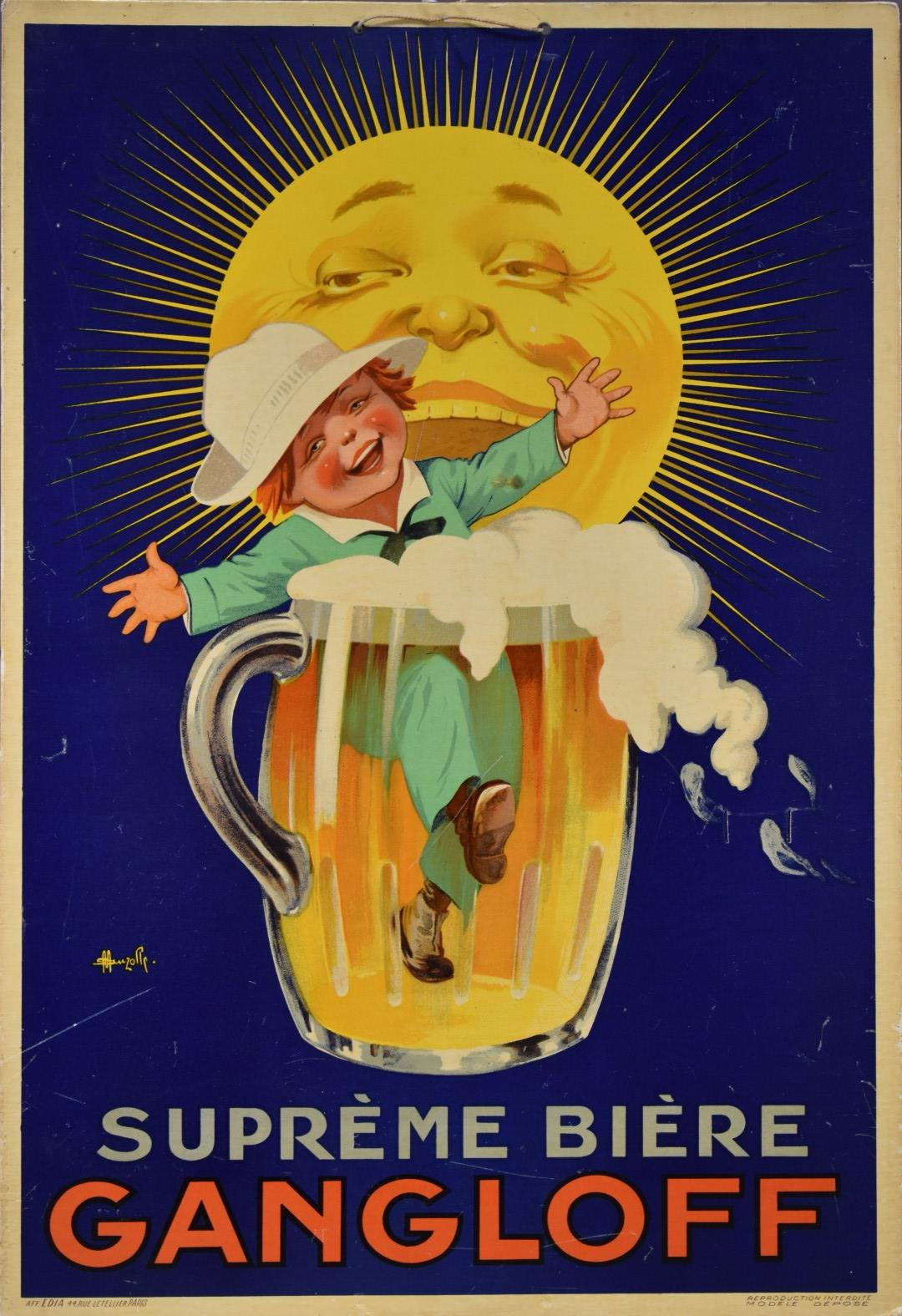
Suprème Bière Gangloff (1930)
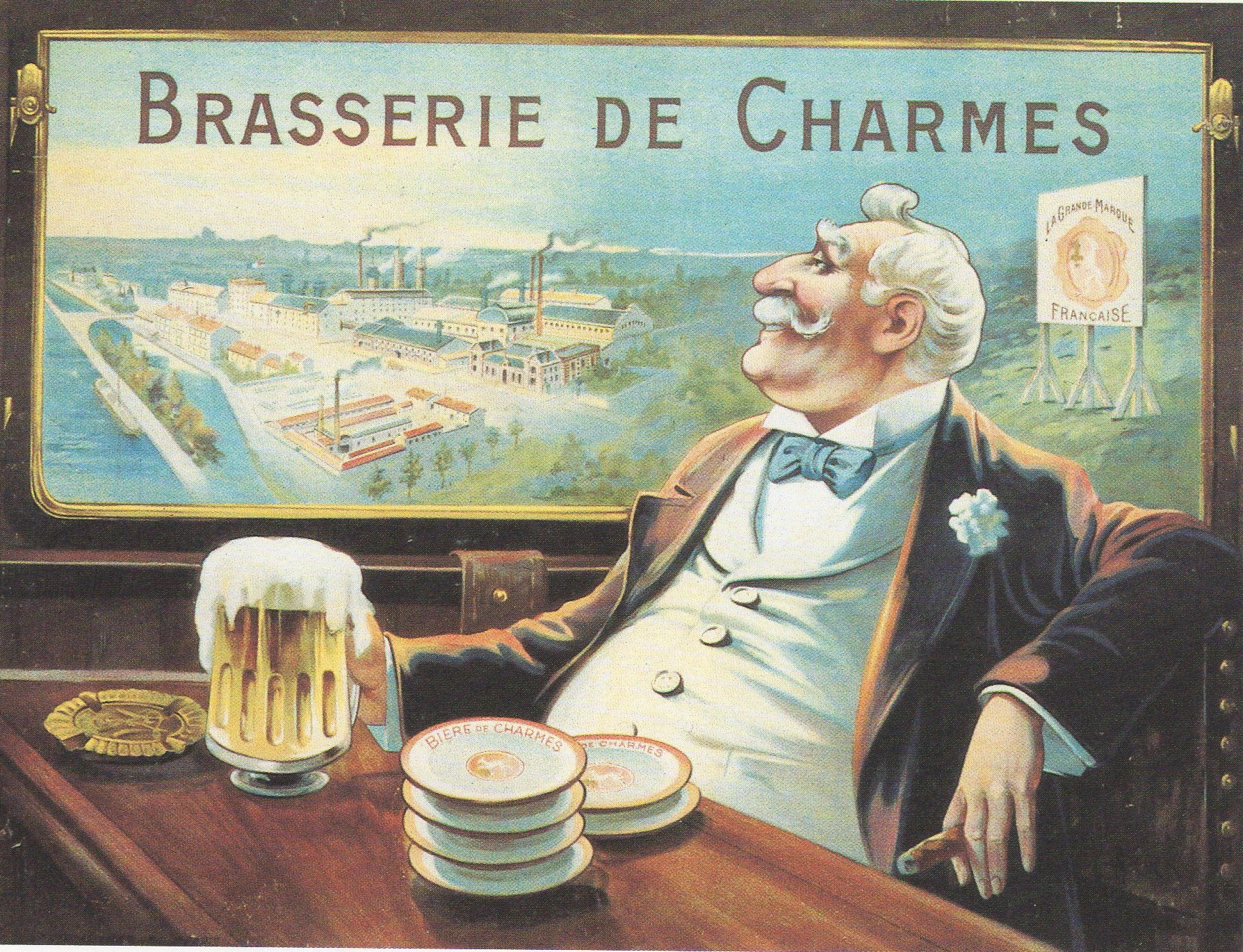
Brasserie de Charmes.